# 1201
1201 (MCCI) a fost un an obișnuit al calendarului iulian.

## Evenimente
- 8 iunie: Provincia Romagna trece sub stăpânire pontificală.
- 5 iulie: Violent cutremur de pământ în Egipt și Siria.
- Bătălia de la Toernsberg. Sverri rămâne rege unic al Norvegiei.
- Împăratul Alexios al III-lea Angelos al Bizanțului acordă noi avantaje comerciale genovezilor.

### Nedatate
- În cadrul disputei pentru tronul Imperiului romano-german, papa Inocențiu al III-lea acordă sprijin lui Otto al IV-lea de Braunschweig împotriva lui Filip de Suabia.
- În urma morții contelui Theobald al III-lea de Champagne, conducător al Cruciadei a patra devine marchizul Bonifaciu de Montferrat.
- Menționarea orașului Riga într-o chartă emisă de Albert de Buxhoevden, numit episcop al Livoniei.
- Regele Canut al VI-lea al Danemarcei cucerește Mecklenburg, Livonia și Holstein.

## Înscăunări
- 30 mai: Theobald al IV-lea, conte de Champagne.

## Nașteri
- 16 februarie: Nasir ad-Din at-Tusi, astronom și matematician persan (d. 1274)
- 9 octombrie: Robert de Sorbon, teolog francez (d. 1274)
- 10 octombrie: Richard de Furnival, poet și om de știință francez (d. 1260)
- Danilo, primul cneaz de Halici-Volynia (d. 1264)
- Ioan I, rege al Suediei (d. 1222)
- Robert I de Courtenay, viitor împărat al Imperiului latin de Constantinopol (d. 1228)

## Decese
- 24 mai: Theobald al III-lea, conte de Champagne (n. 1179)
- 7 decembrie: Boleslav cel Lung, duce de Silezia (n. ?)

- Bohemund al III-lea, principe de Antiohia (n. 1144)
- Henric I de Wurttemberg (n. ?)
- Roger de Hoveden, cronicar (n. ?)